# Allan Mattiasson
Allan Konstantin "Matta" Mattiasson, född 8 mars 1908 i Göteborg, död 8 mars 1969 i Göteborg, var en svensk fotbollsspelare (centerforward) som tog SM-guld med Gais 1931. Han var yngre bror till Gaismålvakten Sigurd Mattiasson.
Mattiasson spelade under 1920-talet för IFK Göteborg, och nämns 1928 som värvad till Varbergs GIF. Han vann allsvenskan 1930/1931 med Gais och spelade under guldsäsongen samtliga sällskapets 22 matcher och gjorde 17 mål. Följande säsong gjorde han åtta matcher för Gais, men inga mål. Säsongen 1932/1933 spelade han i IS Halmia innan han till säsongen 1933/1934 återvände till IFK Göteborg. Där spelade han nio matcher under säsongen och gjorde åtta mål.